# Université Sorbonne-Nouvelle
Universitatea Sorbonne-Nouvelle (în franceză Université Sorbonne-Nouvelle) este o universitate franceză situată la Paris, fondată în 1971.
Universitatea oferă în principal cursuri de litere, științe ale limbii, limbi străine, artele spectacolului, comunicare și studii europene (istorie multidisciplinară, economie, drept și științe politice). Clasată în top 50 dintre cele mai bune universități de limbi străine din lume în clasamentul QS World University Rankings cu mare renume în 2021, este, de asemenea, una dintre cele mai bune universități din țară în multe domenii.

## Profesori celebri
- Robert Faurisson, un profesor universitar franco-britanic și negaționist al Holocaustului